# Encyclia lucayana
Encyclia lucayana là một loài thực vật có hoa trong họ Lan. Loài này được Sauleda & R.M.Adams mô tả khoa học đầu tiên năm 1981.